# アンタークティカ:ア・イヤー・オン・アイス
アンタークティカ:ア・イヤー・オン・アイス(Antarctica: A Year on Ice)は、ニュージーランドの映画監督アンソニー・B・パウエルによって初めて制作されたドキュメンタリー映画。このドキュメンタリーは南極大陸、中でもロス島とその周辺地域にある2つの調査基地、アメリカ合衆国のマクマード基地とニュージーランドのスコット基地を舞台としている。
この映画は外界と隔絶されたこれらの基地で暮らし、調査研究などの作業に携わっている人々が過ごす1年間を追っている。具体的には、太陽が24時間空で輝いている白夜の夏、10月から2月までと、4か月間にもわたって一度も太陽が出ず、暗闇が周囲の環境を包み込む極夜の長く暗い夜、2月から10月までを描いている。この映画は科学者たちが自らの研究活動を完遂することができるように、基地とその設備を毎日運営している作業員にも焦点を当てている。例えば、ヘリコプターのパイロット、消防士、消防車の発車係、機械の整備士、店の店主や店員、会計士、基地の管理者、そして運用管理者などへのインタビューを含んでいる。
変わりゆく季節と南極の情景を記録するために、拡張的なタイムラプス動画の技術が使われている。パウエルは非常に寒い南極の冬の厳しい環境にも耐えられる独自のカメラシステムを多く発明しなければならなかった。
パウエルの以前の作品には、ディスカバリーチャンネルやナショナル ジオグラフィックのための映像、それにBBCのフローズン プラネットで特集された映像などがある。
この映画は極地T3症候群などのトピックをも取り扱っている。極地T3症候群とは、南極の厳しい寒さから人間の筋肉を守る働きとして、脳のトリヨードチロニンが再配置される現象である。この映画では、毎年行われる新年会である「アイス・ストック」など、基地に滞在する人々がどのようにして一緒に業務に携わったり、余暇を過ごしたりしているのか分かるような演出も行われている。
この映画のポストプロダクションはニュージーランドのウェリントンにあるパーク・ロード・ポスト・プロダクションで完成した。
この映画は2013年のニュージーランド国際映画祭において封切りが行われた。

## 表彰
- カルガリー国際映画祭ドキュメンタリー・ピープルズ・チョイス部門を受賞[8]。
- カルガリー国際映画祭ディスカバリー・アワード・ベスト・ファースト・フィルム（ドキュメンタリー部門）・ピープルズ・チョイスを受賞 [8]。
- スコッツデール国際映画祭にてベスト・フィルム・アンド・ピープルズ・チョイスを受賞[9]。